# Alexandr II. Makedonský
Alexandr II. Makedonský (ve starověké řečtině Ἀλέξανδρος; † 368 př. n. l.) byl makedonský král z roku Argeovců, který vládl od 370 do 368 př. n. l.

## Život
Alexandr byl již dospělý, ale stále velmi mladý, když se ujal trůnu, což vedlo k tomu, že ho jeho nepřátelé vojensky napadli. Alexandr byl současně konfrontován s útokem uchazeče o trůn Pausania z východu a invazí Illyrů ze severozápadu. Pausanias rychle dobyl několik měst a ohrožoval Eurydiku, královu matku, která žila se svými mladšími syny v paláci v Pelle. Alexander však své nepřátele přemohl s pomocí aténského generála Ifikrata, který se připlavil do Makedonie.

Alexander se pak zapojil do občanské války v Thesálii. Tím si však znepřátelil mocného vládce Ptolemaia z Aloru, který ho roku 368 př. n. l. nechal zavraždit. Alexandrův bratr Perdikkás III. se pak stal dalším králem.